# هاري تشيشير
هاري تشيشير (بالإنجليزية: Harry Cheshire)‏ مواليد 16 أغسطس 1891 في إمبوريا، الولايات المتحدة - الوفاة 16 يونيو 1968 في مقاطعة أورانج، الولايات المتحدة، هو ممثل أمريكي بدأ مسيرته الفنية سنة 1940. من أعماله أجمل سنوات العمر.

## روابط خارجية
- هاري تشيشير على موقع IMDb (الإنجليزية)
- هاري تشيشير على موقع ميوزك برينز (الإنجليزية)
- هاري تشيشير على موقع قاعدة بيانات الفيلم (الإنجليزية)